# Gerbillus juliani
Gerbillus juliani és una espècie de mamífer rosegador de la família dels múrids. És endèmic de Somàlia. Els seus hàbitats naturals són els semideserts, les planes gravenques costaneres, les sabanes seques i els herbassars oberts amb matolls diversos. És una espècie en risc mínim, és a dir, no sembla que hi hagi cap amenaça significativa per a la seva supervivència. L'espècie fou anomenada en honor del militar i funcionari Julian Francis Drake-Brockman.